# Kremasti med
Kremasti med vrsta je meda procesuirana za kontrolu kristalizacije. Ima glatku, mazivu konzistenciju i svijetliju boju od tekućeg meda istog cvjetnog tipa. Prva metoda priprave kremastog meda patentirana je 1935. godine, a otad su osmišljene i druge metode. 
Prvi patent osmislio je Elton J. Dyce, čija se priprava naziva Dyceovom metodom. U ključnom koraku priprave tekućem se medu dodaje mikroskopsko kristalno sjeme, tj. djelići kristala. Potom se med povremeno miješa na temperaturi između 13 i 21 °C, a kremasta tekstura nastaje unutar 2 – 3 dana. Dyce je pomoću visoke temperature pasterizacije uklanjao kristale koji su preveliki za uspjeh procesa, no suvremene tehnike umjesto toga rabe svjež i sirov tekući med u omjeru 1 : 10 ili većem. Time se kremasti med dobiva u otprilike 80 sati.